# Mai Masri
Mai Masri (Amán, 2 de abril de 1959 en árabe: مي المصري‎), es una cineasta nacida en Jordania y nacionalizada palestina y estadounidense. Ha dirigido más de diez películas desde 1983, haciendo énfasis principalmente en la sociedad palestina y del medio oriente en sus producciones.

## Biografía

### Primeros años
Masri nació en Amán, Jordania, el 2 de abril de 1959. Es hija del político y empresario Munib Masri de Nablus y de una madre estadounidense proveniente del estado de Texas. Masri fue criada en Beirut, donde vivió la mayor parte de su vida. Se graduó en la Universidad Estatal de San Francisco en 1981. Poco tiempo después retornó a Beirut y empezó a desempeñar su carrera en el cine.

### Plano personal
Masri conoció a su esposo, el cineasta libanés Jean Chamoun, en 1982. Juntos han realizado varias películas. Se casaron en 1986 y tuvieron dos hijas, Nour y Hana. Mai vivía cerca de un campamento de refugiados palestinos en Chatila, Beirut, cuando militantes de las Falanges Libanesas llevaron a cabo la masacre de Sabra y Chatila en 1982.

## Obra

### Filmografía
Las películas de Masri se centran en las regiones de Palestina y el Medio Oriente y han ganado premios en festivales de cine de todo el mundo.
- Under the Rubble (1983)
- Wild Flowers: Women of South Lebanon (1986)
- War Generation (1989)
- Children of Fire (1990)
- Suspended Dreams (1992)
- Hanan Ashrawi: A Woman of Her Time (1995)
- Children of Shatila (1998)
- Frontiers of Dreams and Fears (2001)
- Beirut Diaries (2006)
- 33 Days (2007)
- 3000 Nights (2015)